# Linhart Colona z Felsu
Svobodný pán Linhart Colona z Felsu na Andělské Hoře a Bochově (1565 – duben 1620, Sitzendorf v Rakousku) byl český šlechtic a vojevůdce pocházející z původně jihotyrolského rodu Colonnů z Felsu (Colonna von Fels). Padl v boji v hodnosti polního maršála českého stavovského vojska a v roce 1621 byl posmrtně odsouzen ke ztrátě cti a majetku.

## Život
Narodil se v rodině přijaté mezi českou stavovskou obec v roce 1572,[zdroj?] kde byl vychován jako luterán. Měl sestru Zdeňku (Sidonii) a bratra Bedřicha Kašpara.
Po roce 1594 si poblíž chátrajícího hradu Andělské Hory, kde je naposledy pobytem doložen za moru v roce 1607 a jejž později poskytl alchymistovi Jakobovi Tetzelovi, dal postavit renesanční zámek v obci Stružná.
V roce 1605 byl hejtmanem Žateckého kraje. V letech 1609 a 1611 se dostal k velení vojska v Čechách spolu s Jindřichem Matyášem Thurnem. Mimo to také Linhart získal v těchto letech významné statky pro svůj rod. K již stávajícímu Cínovu v Žateckém kraji a k domu na Malé Straně připojil koupí od luterána a příštího direktora Viléma staršího z Lobkovic (1567–1626) roku 1609 Hartenštejn a Bochov a roku 1617 ještě obec Zahájí v Chebském kraji. Tento majetek mu vynášel 142 324 zlatých.
Linhart na sněmu roku 1617 vystupoval jako jeden z mála proti přijetí arcivévody Ferdinanda za krále českého, čímž upadl v panovníkovu nemilost. Roku 1618 byl mezi těmi, kteří se s Jindřichem Matyášem Thurnem v paláci Smiřických smluvili o vyhození místodržících (defenestraci 23. května 1618) a náležel pak také mezi vůdce vzpoury, protože byl zvolen od odbojných stavů za nejvyššího generála a maršálka stavovského vojska.
Jako maršál vykonal dne 16. června 1618 poselství k saskému kurfiřtovi Janu Jiřímu, který s ohledem na císaře nedal českým stavům než mlhavé přísliby podpory. Při sjezdu stavů, dne 19. srpna 1619, učinil návrh na zavržení a zapuzení Ferdinanda II. a přimlouval se za zvolení saského kurfiřta, jemuž dal první hlas ze stavu panského. Patřil tak k několika luteránským šlechticům severozápadních Čech, kteří doufali v pomoc Saska. Uznal však volbu Fridricha Falckého a jeho zámek Stružná byl jedním z míst, kde příští král s doprovodem cestou z Horní Falce do Prahy pobyl.
Pro věc odboje stavů se aktivně angažoval a nasazoval i život. Rodinné cennosti dal převézt na hrad Loket. Potom byl smrtelně raněn v bitvě u Sitzendorfu, kterou svedl s generálem Buquoyem 13. dubna 1620. Zemřel po několika dnech (nejpozději 20. dubna) v táboře.

### Manželství a rodina
Byl ženatý s Alžbětou, rozenou z Lobkovic s níž měl několik potomků:
- Jan
- Adam
- Marie
- Kateřina

## Posmrtně odsouzen
Pro vytčené provinění při hrdelní komisi, 26. dubna 1621, byl posmrtně odsouzen ke ztrátě všeho jmění a památka jeho na věčné časy prokleta. Všech jeho statků se poté ujala královská komora a není jasné, zdali jeho manželce Alžbětě a nezletilým synům a dcerám se něčeho dostalo.